# Ория (народ)
Ория, уткали — народ в Индии, основное население штата Орисса. Численность — более 35 млн человек. Язык — ория, принадлежит к восточной подгруппе индоарийской группы индоиранской ветви индоевропейской языковой семьи. Предки ория в древности населяли государство Калинга, а затем входили в состав государств Маурья, Гупт, Харши (VII век), в XVI—XIX веках — Великих Моголов. В независимой Индии национальная территория ория была выделена в отдельный штат. Более 90 % ория живут в деревнях и занимаются земледелием (главным образом рис и просяные); культивируют также пальмы и бетель. Ория — искусные ювелиры, резчики по камню. Прослойка промышленных рабочих среди ория незначительна. По религии около 95 % ория — индуисты. Храмы ория в Бхубанешваре, Пури и Конараке относятся к лучшим образцам индийского искусства.